# Justus Hecker
Justus Friedrich Karl Hecker, född 5 januari 1795 i Erfurt, död 11 maj 1850 i Berlin, var en tysk läkare.
Hecker blev 1817 medicine doktor och docent vid Berlins universitet samt 1822 extra ordinarie och 1834 ordinarie professor i medicinhistoria där. Hecker var en av sin tids främsta medicinhistoriker och författade viktiga arbeten i historisk patologi. Han var den förste, som uppfattade folksjukdomarna som en produkt av en mängd faktorer, vilka lika väl ligga i människornas växlande fysiska och psykiska stämningar som i det politiska och sociala livets olika gestaltningar och i inflytandet av atmosfäriska och telluriska rörelser.
Bland Heckers arbeten på detta område märks Der schwarze Tod im vierzehnten Jahrhundert (1832), Die Tanzwuth, eine Volkskrankheit (1832), Der englische Schweiss. Ein ärztlicher Beitrag zur Geschichte des fünfzehnten und sechszehnten Jahrhunderts (1834), vilka tillsammans åtskilliga andra dithörande skrifter utgavs samlade efter Heckers död av August Hirsch under titeln Die grossen Volkskrankheiten des Mittelalters (1865). I läkarkonstens historia utgav Hecker Geschichte der Heilkunde (1822-29), Geschichte der neueren Heilkunde (1829) med mera samt viktiga nya utgåvor av äldre medicinska författare, i de av honom redigerade "Litterarische Annalen der gesammten Heilkunde" (1825-36) och "Medicinische Zeitung" (1832-36).